# Plzeň-Norte (distrito)
Okres Plzeň-sever é um distrito da República Checa na região de Pilsen, com uma área de 1 323 km² com uma população de 73 215 habitantes (2002) e com uma densidade populacional de 55 hab/km².